# Prądy (czasopismo)
Prądy – polskie czasopismo literackie wydawane nieregularnie w latach 1931–1932 w Łodzi.
Pismo było poświęcone współczesnej literaturze łódzkiej. Ukazały się cztery zeszyty czasopisma. Oprócz autorów miejscowych jak Marian Piechal, Grzegorz Timofiejew, Kazimierz Sowiński, Antoni Kasprowicz czy urodzony w Łodzi Julian Tuwim drukowano również innych twórców jak Zofia Nałkowska, Józef Czechowicz, Marian Czuchnowski, Stanisław Ryszard Dobrowolski, Józef Wittlin. Adresatami utworów, często o radykalnym wydźwięku, byli robotnicy i proletariat miejski.